# Soukromá věznice
Soukromá věznice je věznice provozovaná za účelem zisku. Jde o zařízení, kde jsou lidé vězněni třetí stranou, která má smlouvu s vládní agenturou. Společnosti provozující soukromé věznice obvykle uzavírají smluvní dohody s vládami, které do těchto zařízení umisťují vězně a platí denní nebo měsíční sazbu – buď za každého vězně ve věznici, nebo za každé dostupné místo, a to bez ohledu na to, zda je obsazené, či nikoli.
Nejvíce soukromých věznic se nachází ve Spojených státech amerických. USA jsou světovým lídrem v počtu vězňů v soukromých věznicích, které jsou dlouhodobě kritizované za etické i právní problémy. Firmám v oboru soukromého vězeňství se výrazně zvedly burzovní zisky s nástupem Donalda Trumpa do úřadu prezidenta v roce 2025.